# محمد المربوعي
محمد المربوعي (26 ديسمبر 1994 في الإمارات - ) هو لاعب كرة قدم عماني في مركز الهجوم يلعب حالياً مع نادي حتا. 
لعب في الفئات السنية في نادي النهضة العماني و احترف بعدها في الإمارات في نادي الذيد ونادي الشارقة ونادي دبا الحصن ونادي دبا الفجيرة ونادي حتا.

## روابط خارجية
- محمد المربوعي على موقع قاعدة بيانات كرة القدم.إي يو (الإنجليزية)
- محمد المربوعي على موقع Soccerway.com (الإنجليزية)